# Zgromadzenie Ustawodawcze (Tonga)
Zgromadzenie Ustawodawcze Tonga (Fale Alea) – jednoizbowy parlament Tonga. Liczy od 26 do 30 posłów. Kadencja trwa 4 lata.

## Historia
Zgromadzenie Ustawodawcze wzorowane na modelu westminsterskim ustanowiła Konstytucja Tonga z 1875 roku, wprowadzona przez króla Jerzego Tupou I. Po raz pierwszy Zgromadzenie zebrało się 16 września 1875, aby debatować nad konstytucją. Początkowo parlament składał się z 44 osób: 4-osobowego rządu (premiera, ministra skarbu, ministra ziemi i ministra policji), 20 członków szlachty i 20 przedstawicieli ludu. Kadencja parlamentu trwała 5 lat. Zarówno rząd, jak i spiker parlamentu byli mianowani przez króla. Do czasu reformy konstytucyjnej z 1914 w Zgromadzeniu Ustawodawczym zasiadali automatycznie wszyscy członkowie szlachty (w 1914 było ich 30) wraz z odpowiadającą im taką samą liczbą wybranych przedstawicieli ludu.
W 1951 królowa Salote Tupou III zmieniła konstytucję, dzięki czemu kobiety uzyskały w Tonga bierne i czynne prawa wyborcze. Pierwszą kobietą wybraną do Zgromadzenia Ustawodawczego była księżniczka Siʻilikutapu (1975). Reprezentacja kobiet w parlamencie Tonga pozostaje bardzo niska, wahając się od zera do jednej posłanki pochodzącej z wyboru. W całym okresie 1975–2014 mandat z wyboru zdobyły w sumie cztery kobiety, a trzy zasiadały w Zgromadzeniu z racji piastowania funkcji ministra (po raz pierwszy w 2006).
W 1978 Zgromadzenie Ustawodawcze składało się z 23 osób: króla, Tajnej Rady (6 ministrów i 2 gubernatorów), 7 przedstawicieli szlachty i 7 przedstawicieli ludu. Kadencja przedstawicieli szlachty i ludu trwała 3 lata. Od wyborów w 1984 szlachta i lud wybierali po 9 przedstawicieli. Ogółem liczebność Zgromadzenia w latach 1978–2010 wzrosła z 23 do 32 osób, zależnie od liczby ministrów.
Od początku lat 90. XX wieku zarówno w parlamencie, jak i w społeczeństwie obywatelskim nasilały się żądania demokratyzacji ustroju Tonga. W 2006 w stolicy kraju Nukuʻalofa doszło do zamieszek, w których zginęło 8 osób, a duża część miasta została zniszczona. W lipcu 2008 król Jerzy Tupou V, tuż przed swoją koronacją, zapowiedział „wyjście naprzeciw demokratycznym aspiracjom” znacznej części społeczeństwa.

## Demokracja
W 2010 w ramach procesu demokratyzacji ustroju kraju przyjęto ustawę o Zgromadzeniu Legislacyjnym i nowe prawo wyborcze oraz wprowadzono trzy serie poprawek do Konstytucji Tonga. Wprowadzono zasadę trójpodziału władzy, wybór premiera rządu i spikera parlamentu przez Zgromadzenie oraz możliwość przyjęcia wotum nieufności dla rządu. W wybranym według nowych reguł Zgromadzeniu Ustawodawczym przedstawiciele ludu po raz pierwszy w dziejach Tonga uzyskali liczebną przewagę nad szlachtą. Wybory w 2010 uznaje się za „pierwsze demokratyczne wybory w kraju”.
Od reform z 2010 w Zgromadzeniu Ustawodawczym zasiadają następujące osoby:
- 17 przedstawicieli ludu;
- 9 przedstawicieli szlachty;
- wszyscy członkowie gabinetu, z tym że w rządzie zasiadać mogą nie więcej niż 4 osoby niewybrane do Fale Alea.

Przedstawiciele ludu wybierani są w 17 okręgach jednomandatowych względną większością głosów (FPTP). Bierne i czynne prawo wyborcze przysługuje osobom, które ukończyły 21 lat i są obywatelami Tonga. W głosowaniu na przedstawicieli ludu nie biorą udziału osoby posiadające tytuł szlachecki.
Przedstawiciele szlachty wybierani są w czterech okręgach wyborczych:
- 4-mandatowy okręg obejmujący wyspy Tongatapu (3 mandaty) i ʻEua (1 mandat)
- 2-mandatowy okręg obejmujący archipelag Haʻapai
- 2-mandatowy okręg obejmujący archipelag Vavaʻu
- 1-mandatowy okręg obejmujący wyspy Niuatoputapu i Niuafoʻou

Czynne prawo wyborcze mają zarówno osoby posiadające szlachectwo dziedziczne, jak i parostwo dożywotnie. W wyborach w 2014 roku głosowały 24 osoby ze szlachty dziedzicznej i 5 parów dożywotnich. Wszyscy posiadacze tytułów szlacheckich na Tonga – 33 członków szlachty dziedzicznej i 8 parów dożywotnich – to mężczyźni.
Po wyborach w 2014 premier ʻAkilisi Pohiva nie mianował żadnego ministra spoza grona wybranych posłów, tak więc parlament liczy 26 posłów.
Obradom Zgromadzenia Ustawodawczego przewodniczy spiker, mianowany przez króla spośród przedstawicieli szlachty zgodnie z rekomendacją Zgromadzenia (czyli de facto wybierany przez parlament; Art. 61 znowelizowanej Konstytucji). Obecnym spikerem jest Tuʻivakanō, rekomendowany przez parlament w głosowaniu 29 grudnia 2014.